# Nina Gerlach
Nina Gerlach (* 13. Juli 1979 in Mainz) ist eine deutsche Kunstwissenschaftlerin. Sie ist Rektorin der Kunstakademie Münster.

## Leben und Wirken
Nina Gerlach studierte Europäische Kunstgeschichte, Alte Geschichte sowie Medien- und Kommunikationswissenschaften in Mainz, Heidelberg und Mannheim. Zudem studierte sie bis zur Zwischenprüfung Medienkunst und Film an der Staatlichen Hochschule für Gestaltung in Karlsruhe. Von 2008 bis 2009 war sie Fellow der Harvard University/Dumbarton Oaks. 2010 promovierte sie im Fach Europäische Kunstgeschichte an der Universität Heidelberg mit einer Arbeit über Gartenkunst im Spielfilm. Das Filmbild als Argument.
Nach Lehraufträgen in Heidelberg, Basel, Friedrichshafen und Köln sowie einer Vertretungsprofessur (2014) in Münster ist sie seit 2015 Professorin für Ästhetik und Kunstwissenschaft an der Kunstakademie Münster. Seit 2018 war sie dort Prorektorin. Seit dem 1. April 2021 ist sie Rektorin der Akademie.
Nina Gerlach beschäftigt sich als Kunstwissenschaftlerin mit der künstlerischen Reflexionen der technologischen und sozialen Verfasstheit der Gegenwart. Sie untersucht Phänomene wie computerbasierte Malerei, Big-Data-Netzkunst und Filme über Künstliche Emotionale Intelligenz aus kunstwissenschaftlicher Perspektive.